# Akram Afif
Akram Hassan Afif Yahya Afif (tiếng Ả Rập: أكرم عفيف; sinh ngày 18 tháng 11 năm 1996) là một cầu thủ bóng đá chuyên nghiệp người Qatar hiện đang thi đấu ở vị trí tiền đạo cánh cho câu lạc bộ Al Sadd và đội tuyển quốc gia Qatar.
Akram Afif là thành viên của đội tuyển Qatar vô địch 2 kỳ Asian Cup vào các năm 2019 và 2023. Cũng vào 2 năm này, anh đã giành giải thưởng Cầu thủ xuất sắc nhất châu Á.

## Gia đình
Afif sinh ra tại Doha với cha mẹ là người Yemen, cha anh là Hassan Afif.
Sau khi cha của Aanh giải nghệ, ông đã chuyển sang công tác huấn luyện các câu lạc bộ như Al-Gharafa từ năm 1986 đến năm 1987 và Al-Markhiya từ năm 2001 đến năm 2003 và 2006 đến năm 2007.

## Sự nghiệp câu lạc bộ
Akram bắt đầu sự nghiệp ở đội trẻ của mình ở câu lạc bộ Al-Markhiya và sau đó là Al Sadd Darinka đã gặp Afif trước khi gia nhập Al Sadd với tư cách là sinh viên vào năm 2009. Trong thời gian học tại Aspire, Afif đã đến Tây Ban Nha theo chương trình trao đổi sinh viên và chơi cho đội trẻ của Sevilla và Villarreal.
Anh đại diện cho Sevilla tại Cúp quốc tế Al Kass năm 2013, ghi một cú đúp và có một pha kiến tạo trong trận đấu đầu tiên của đội, kết thúc với chiến thắng 3–0 cho Học viện Aspire.
Sau đó, Afif gia nhập đội trẻ của Villarreal.

### Eupen
Vào tháng 1 năm 2015, Afif đã được câu lạc bộ Bỉ Eupen ký hợp đồng. Anh đã ghi một bàn thắng trong trận ra mắt gặp Eendracht Aalst vào ngày 19 tháng 1. Vào ngày 24 tháng 1 trong trận đấu tiếp theo với câu lạc bộ KRC Mechelen, anh đã kiến tạo ba trong số năm bàn thắng của đội mình. Afif kết thúc mùa giải đầu tiên của mình với hai bàn thắng trong chín trận đấu. Vào ngày 18 tháng 3 năm 2016, anh đã ghi một cú đúp trong chiến thắng 4–0 trên sân nhà trước KSV Roeselare.

### Villarreal
Vào ngày 8 tháng 5 năm 2016, Afif đã được xác nhận sẽ tái gia nhập Villarreal, lần này là theo một thỏa thuận lâu dài. Và ngay sau đó, anh đã trở thành cầu thủ người Qatar đầu tiên trong lịch sử kí hợp đồng lâu dài cho một câu lạc bộ ở La Liga. Vào ngày 4 tháng 8, anh được cho mượn đến câu lạc bộ hàng đầu khác là Sporting de Gijón trong một hợp đồng đến hết mùa giải 2016–17.
Afif ra mắt bóng đá Tây Ban Nha vào ngày 21 tháng 8 năm 2016, vào sân thay cho Burgui trong chiến thắng 2–1 trên sân nhà trước Athletic Bilbao. Sau chín trận đấu tại giải đấu, anh trở lại câu lạc bộ chuyên nghiệp đầu tiên của mình là Eupen với một bản hợp đồng cho mượn có thời hạn một năm vào ngày 14 tháng 7 năm 2017. Anh trở về quê nhà vào tháng 1 năm 2018 để chơi cho Al Sadd, nơi anh đã có một mùa giải rất thành công từ trước.

## Sự nghiệp quốc tế

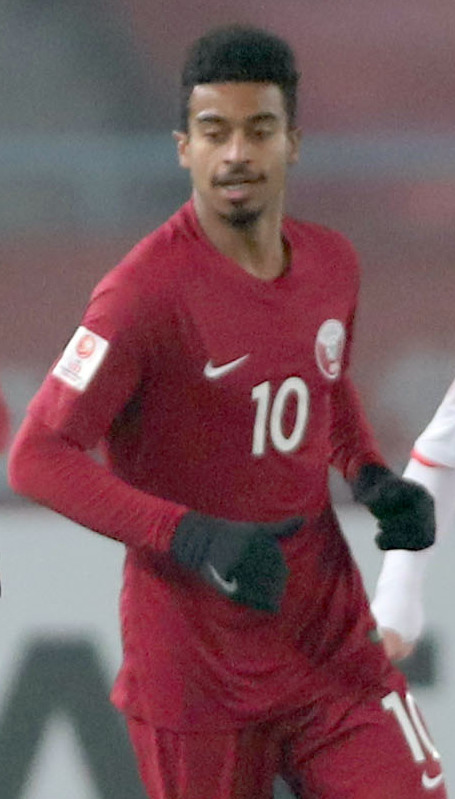
Afif chơi cho U-23 Qatar đối đầu với đội tuyển U-23 Việt Nam tại Giải vô địch bóng đá U-23 châu Á 2018

Afif góp mặt trong chiến dịch Vòng loại Giải vô địch bóng đá U-19 châu Á của U20 Qatar năm 2014. Trong chính giải đấu năm ấy, anh đã ghi bàn thắng duy nhất trong trận chung kết với đội tuyển CHDCND Triều Tiên để mang về chiến thắng cho Qatar.
Anh được huấn luyện viên Daniel Carreño triệu tập lên Đội tuyển bóng đá quốc gia Qatar vào tháng 9 năm 2015. Anh đã ghi bàn trong chiến thắng 15–0 của Qatar trước Bhutan vào ngày 3 tháng 9 năm 2015 tại Vòng loại World Cup 2018. Anh cũng đã có một pha kiến tạo trong trận đấu đó.
Trong chiến dịch AFC Asian Cup 2019 thành công của Qatar, Afif đã đóng vai trò quan trọng giúp đội bóng của mình nâng cao chiếc cúp khi đóng góp tổng cộng 10 pha kiến tạo, một kỷ lục mới tại giải đấu khi đó.
Vào ngày 3 tháng 1 năm 2024, anh được điền tên vào đội hình Qatar tham dự AFC Asian Cup 2023. Trong trận mở màn của giải đấu, anh đã ghi một cú đúp giúp Qatar đánh bại Liban với tỷ số 3–0 tại Lusail. Anh đã ghi bàn thắng duy nhất trong trận đấu thứ hai của Qatar tại Bảng A, chiến thắng 1–0 trước Tajikistan, đưa đội tuyển lọt vào vòng đấu loại trực tiếp của giải đấu. Ở vòng 16 đội, anh đã ghi bàn thắng quyết định trong chiến thắng 2–1 trước Palestine. Trong trận bán kết với Iran, anh đã ghi một bàn thắng và có một pha kiến tạo trong chiến thắng 3–2, qua đó đưa đất nước của anh có mặt tại trận chung kết giải đấu lần thứ hai liên tiếp. Trong trận chung kết, Afif ghi một hat-trick mà tất cả các pha bóng ấy đều là các quả phạt đền để giúp Qatar giành chiến thắng với tỉ số 3–1 trước Jordan để có lần thứ 2 liên tiếp chạm tay vào chức vô địch. Ngoài ra, anh đã kết thúc giải đấu với tư cách là vua phá lưới của giải đấu với tổng cộng tám bàn thắng.

## Đời sống cá nhân
Afif là người gốc Ả Rập Yemen. Anh sinh ra tại Doha, Qatar. Mẹ anh, Fayza, là người gốc Yemen từ bộ tộc Yafa và là một người nội trợ. Cha anh, Hassan Afif, là người gốc Yemen, tuy nhiên, ông đã chơi cho đội tuyển quốc gia và dành một phần cuộc đời ở Somalia và sinh ra tại Moshi ở Tanzania. Cha anh trước đây đã chơi cho câu lạc bộ Simba ở Tanzania nhưng sau đó chuyển đến Somalia, nơi ông tiếp tục chơi cho Horseed FC. Sau đó, anh chuyển đến Qatar và chơi cho Al Ittihad (sau này đổi tên thành Al Gharafa). Sau khi nghỉ hưu, ông tham gia làm huấn luyện viên cho các câu lạc bộ như Al Gharafa từ năm 1986 đến năm 1987 và Al Markhiya từ năm 2001 đến năm 2003 và từ năm 2006 đến năm 2007.
Anh trai của anh, Ali Afif, là cầu thủ bóng đá cho đội Umm Salal SC đang chơi tại giải Qatar Stars League. Afif cũng đã học tiếng Tây Ban Nha để chuyển đến câu lạc bộ Sevilla. Vào tháng 6 năm 2015, anh tốt nghiệp lò đào tạo Aspire Academy.

## Thống kê sự nghiệp

### Câu lạc bộ
Tính đến 25 tháng 5 năm 2024
| Câu lạc bộ            | Mùa giải            | Giải đấu                | Giải đấu | Giải đấu | Cúp quốc gia | Cúp quốc gia | Cúp liên đoàn | Cúp liên đoàn | Châu lục | Châu lục | Khác | Khác | Tỏng cộng | Tỏng cộng |
| Câu lạc bộ            | Mùa giải            | Hạng đấu                | Trận     | Bàn      | Trận         | Bàn          | Trận          | Bàn           | Trận     | Bàn      | Trận | Bàn  | Trận      | Bàn       |
| --------------------- | ------------------- | ----------------------- | -------- | -------- | ------------ | ------------ | ------------- | ------------- | -------- | -------- | ---- | ---- | --------- | --------- |
| Eupen                 | 2014–15             | Belgian Second Division | 9        | 2        | –            | –            | –             | –             | –        | –        | –    | –    | 9         | 2         |
| Eupen                 | 2015–16             | Belgian Second Division | 16       | 6        | 1            | 0            | –             | –             | –        | –        | –    | –    | 17        | 6         |
| Eupen                 | Tổng cộng           | Tổng cộng               | 25       | 8        | 1            | 0            | –             | –             | –        | –        | –    | –    | 26        | 8         |
| Sporting Gijón (mượn) | 2016–17             | La Liga                 | 9        | 0        | 2            | 0            | –             | –             | –        | –        | –    | –    | 11        | 0         |
| Eupen (mượn)          | 2017–18             | Belgian Pro League      | 15       | 1        | 1            | 0            | –             | –             | –        | –        | –    | –    | 16        | 1         |
| Al Sadd               | 2017–18             | Qatar Stars League      | 7        | 3        | 2            | 1            | 2             | 1             | 8        | 0        | 0    | 0    | 19        | 5         |
| Al Sadd               | 2018–19             | Qatar Stars League      | 22       | 26       | 3            | 2            | —             | —             | 9        | 3        | —    | —    | 34        | 31        |
| Al Sadd               | 2019–20             | Qatar Stars League      | 19       | 15       | 2            | 0            | 2             | 3             | 8        | 5        | 4    | 0    | 35        | 22        |
| Al Sadd               | 2020–21             | Qatar Stars League      | 11       | 5        | 4            | 2            | 1             | 0             | 4        | 2        | —    | —    | 20        | 9         |
| Al Sadd               | 2021–22             | Qatar Stars League      | 18       | 14       | 4            | 1            | —             | —             | 6        | 1        | —    | —    | 28        | 16        |
| Al Sadd               | 2022–23             | Qatar Stars League      | 15       | 10       | 4            | 1            | 2             | 0             | –        | –        | 1    | 0    | 22        | 11        |
| Al Sadd               | 2023–24             | Qatar Stars League      | 22       | 26       | 4            | 1            | 1             | 1             | 5        | 0        | 4    | 2    | 36        | 30        |
| Al Sadd               | Tổng cộng           | Tổng cộng               | 114      | 99       | 23           | 8            | 8             | 5             | 40       | 11       | 9    | 2    | 195       | 125       |
| Tổng cộng sự nghiệp   | Tổng cộng sự nghiệp | Tổng cộng sự nghiệp     | 161      | 107      | 27           | 8            | 8             | 5             | 40       | 11       | 9    | 2    | 245       | 133       |

1. ↑  Bao gồm Belgian Cup, Copa del Rey, Emir of Qatar Cup
2. ↑  Bao gồm Qatar Cup
3. 1 2 3 4 5 6  Số lần ra sân tại AFC Champions League
4. ↑  Một lần ra sân tại Sheikh Jassim Cup, ba lần ra sân tại FIFA Club World Cup
5. ↑  Ra sân tại Qatari Stars Cup
6. ↑  Số lần ra sân tại Arab Club Champions Cup

### Bàn thắng quốc tế
Bàn thắng và kết quả của Qatar được để trước.
| #   | Ngày                 | Địa điểm                                                             | Đối thủ           | Bàn thắng | Kết quả | Giải đấu                      |
| --- | -------------------- | -------------------------------------------------------------------- | ----------------- | --------- | ------- | ----------------------------- |
| 1.  | 3 tháng 9 năm 2015   | Sân vận động Jassim Bin Hamad, Doha, Qatar                           | Bhutan            | 10–0      | 15–0    | Vòng loại FIFA World Cup 2018 |
| 2.  | 6 tháng 6 năm 2017   | Sân vận động Jassim Bin Hamad, Doha, Qatar                           | CHDCND Triều Tiên | 2–0       | 2–2     | Giao hữu                      |
| 3.  | 13 tháng 6 năm 2017  | Sân vận động Jassim Bin Hamad, Doha, Qatar                           | Hàn Quốc          | 2–0       | 3–2     | Vòng loại FIFA World Cup 2018 |
| 4.  | 5 tháng 9 năm 2017   | Sân vận động Quốc tế Khalifa, Doha, Qatar                            | Trung Quốc        | 1–0       | 1–2     | Vòng loại FIFA World Cup 2018 |
| 5.  | 23 tháng 12 năm 2017 | Sân vận động Câu lạc bộ Thể thao Al Kuwait, Thành phố Kuwait, Kuwait | Yemen             | 1–0       | 4–0     | Cúp Vùng Vịnh 2017            |
| 6.  | 21 tháng 3 năm 2018  | Basra Sports City, Basra, Iraq                                       | Iraq              | 1–0       | 3–2     | Giao hữu                      |
| 7.  | 21 tháng 3 năm 2018  | Basra Sports City, Basra, Iraq                                       | Iraq              | 2–1       | 3–2     | Giao hữu                      |
| 8.  | 24 tháng 3 năm 2018  | Basra Sports City, Basra, Iraq                                       | Syria             | 2–1       | 2–2     | Giao hữu                      |
| 9.  | 11 tháng 9 năm 2018  | Sân vận động Khalifa, Doha, Qatar                                    | Palestine         | 2–0       | 3–0     | Giao hữu                      |
| 10. | 12 tháng 10 năm 2018 | Sân vận động Jassim Bin Hamad, Doha, Qatar                           | Ecuador           | 1–0       | 4–3     | Giao hữu                      |
| 11. | 14 tháng 11 năm 2018 | Sân vận động Cornaredo, Lugano, Thụy Sĩ                              | Thụy Sĩ           | 1–0       | 1–0     | Giao hữu                      |
| 12. | 1 tháng 2 năm 2019   | Sân vận động Thành phố Thể thao Zayed, Abu Dhabi, UAE                | Nhật Bản          | 3–1       | 3–1     | AFC Asian Cup 2019            |
| 13. | 15 tháng 10 năm 2019 | Sân vận động Al Janoub, Al Wakrah, Qatar                             | Oman              | 1–0       | 2–1     | Vòng loại FIFA World Cup 2022 |
| 14. | 19 tháng 11 năm 2019 | Sân vận động Trung tâm Cộng hòa, Dushanbe, Tajikistan                | Afghanistan       | 1–0       | 1–0     | Vòng loại FIFA World Cup 2022 |
| 15. | 29 tháng 11 năm 2019 | Sân vận động Quốc tế Khalifa, Doha, Qatar                            | Yemen             | 6–0       | 6–0     | Cúp Vùng Vịnh 2019            |
| 16. | 2 tháng 12 năm 2019  | Sân vận động Quốc tế Khalifa, Doha, Qatar                            | UAE               | 1–0       | 4–2     | Cúp Vùng Vịnh 2019            |
| 17. | 2 tháng 12 năm 2019  | Sân vận động Quốc tế Khalifa, Doha, Qatar                            | UAE               | 2–0       | 4–2     | Cúp Vùng Vịnh 2019            |
| 18. | 4 tháng 12 năm 2020  | Sân vận động Jassim Bin Hamad, Doha, Qatar                           | Bangladesh        | 2–0       | 5–0     | Vòng loại FIFA World Cup 2022 |
| 19. | 4 tháng 12 năm 2020  | Sân vận động Jassim Bin Hamad, Doha, Qatar                           | Bangladesh        | 5–0       | 5–0     | Vòng loại FIFA World Cup 2022 |
| 20. | 13 tháng 7 năm 2021  | Sân vận động BBVA, Houston, Hoa Kỳ                                   | Panama            | 1–0       | 3–3     | Cúp Vàng CONCACAF 2021        |
| 21. | 17 tháng 7 năm 2021  | Sân vận động BBVA, Houston, Hoa Kỳ                                   | Grenada           | 2–0       | 4–0     | Cúp Vàng CONCACAF 2021        |
| 22. | 3 tháng 12 năm 2021  | Sân vận động Thành phố Giáo dục, Al Rayyan, Qatar                    | Oman              | 1–0       | 2–1     | Cúp bóng đá Ả Rập 2021        |
| 23. | 6 tháng 12 năm 2021  | Sân vận động Al Bayt, Al Khor, Qatar                                 | Iraq              | 2–0       | 3–0     | Cúp bóng đá Ả Rập 2021        |
| 24. | 26 tháng 3 năm 2022  | Sân vận động Thành phố Thể dục, Al Rayyan, Qatar                     | Bulgaria          | 1–0       | 2–1     | Giao hữu                      |
| 25. | 27 tháng 9 năm 2022  | Sân vận động Franz Horr, Vienna, Áo                                  | Chile             | 1–1       | 2–2     | Giao hữu                      |
| 26. | 13 tháng 10 năm 2022 | Sân vận động Marbella, Marbella, Tây Ban Nha                         | Nicaragua         | 1–0       | 2–1     | Giao hữu                      |
| 27. | 5 tháng 1 năm 2024   | Sân vận động Thani bin Jassim, Doha, Qatar                           | Jordan            | 1–0       | 1–2     | Giao hữu                      |
| 28. | 12 tháng 1 năm 2024  | Sân vận động Lusail Iconic, Lusail, Qatar                            | Liban             | 1–0       | 3–0     | AFC Asian Cup 2023            |
| 29. | 12 tháng 1 năm 2024  | Sân vận động Lusail Iconic, Lusail, Qatar                            | Liban             | 3–0       | 3–0     | AFC Asian Cup 2023            |
| 30. | 17 tháng 1 năm 2024  | Sân vận động Al Bayt, Al Khor, Qatar                                 | Tajikistan        | 1–0       | 1–0     | AFC Asian Cup 2023            |
| 31. | 29 tháng 1 năm 2024  | Sân vận động Al Bayt, Al Khor, Qatar                                 | Palestine         | 2–1       | 2–1     | AFC Asian Cup 2023            |
| 32. | 7 tháng 2 năm 2024   | Sân vận động Al Thumama, Doha, Qatar                                 | Iran              | 2–1       | 3–2     | AFC Asian Cup 2023            |
| 33. | 10 tháng 2 năm 2024  | Sân vận động Lusail Iconic, Lusail, Qatar                            | Jordan            | 1–0       | 3–1     | AFC Asian Cup 2023            |
| 34. | 10 tháng 2 năm 2024  | Sân vận động Lusail Iconic, Lusail, Qatar                            | Jordan            | 2–1       | 3–1     | AFC Asian Cup 2023            |
| 35. | 10 tháng 2 năm 2024  | Sân vận động Lusail Iconic, Lusail, Qatar                            | Jordan            | 3–1       | 3–1     | AFC Asian Cup 2023            |
| 36. | 21 tháng 3 năm 2024  | Sân vận động Jassim bin Hamad, Doha, Qatar                           | Kuwait            | 1–0       | 3–0     | Vòng loại FIFA World Cup 2026 |
| 37. | 21 tháng 3 năm 2024  | Sân vận động Jassim bin Hamad, Doha, Qatar                           | Kuwait            | 3–0       | 3–0     | Vòng loại FIFA World Cup 2026 |

## Danh hiệu
Al Sadd

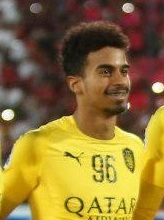
Afif trong màu áo Al-Sadd năm 2018

- Qatar Stars League: 2018–19, 2020–21, 2021–22, 2023–24
- Emir Cup: 2020, 2021, 2024
- Qatar Cup: 2020, 2021
- Sheikh Jassim Cup: 2019
- Qatari Stars Cup: 2019–20

Qatar
- AFC Asian Cup: 2019,  2023

Cá nhân
- Vua phá lưới Qatar Stars League: 2019–20
- Vua kiến tạo Qatar Stars League: 2018–19, 2019–20
- Qatar Stars League Đội hình của năm: 2018–19, 2019–20
- Qatar Stars League Cầu thủ của năm : 2018–19, 2019–20
- Estad Doha Cầu thủ Qatar của năm: 2018,[37] 2019[38]
- Đội hình tiêu biểu AFC Asian Cup: 2019, 2023[39]
- Cầu thủ xuất sắc nhất châu Á: 2019[40]
- Đội bóng nam hay nhất năm của IFFHS: 2020[41]
- CONCACAF Gold Cup Best XI: 2021[42]
- Quả bóng đồng FIFA Arab Cup: 2021[43]
- Đội hình tiêu biểu FIFA Arab Cup: 2021[44]
- Chiếc giày vàng AFC Asian Cup: 2023
- Cầu thủ xuất sắc nhất AFC Asian Cup: 2023